# Concerto in Polonia 2
Concerto in Polonia 2 è una collezione di alcuni dei brani cantati durante la tournée in Polonia del 1989 dal Piccolo Coro "Mariele Ventre" dell'Antoniano. È uscito su musicassetta e long playing. L'editore è Fonit Cetra.

## Tracce
Lato A
1. Il coro del Creato
2. Medley di Natale #1
3. Voulez-vous dancer?
4. Życzenie
5. Noi noi noi

Lato B
1. Cane e gatto
2. Ghostbusters
3. Nenia di Natale polacca
4. Il gelataio
5. Abecedario Polacco
6. Mille voci, una voce